# Parafia Świętych Apostołów Piotra i Pawła w Łohiszynie
Parafia Świętych Apostołów Piotra i Pawła w Łohiszynie – rzymskokatolicka parafia znajdująca się w diecezji pińskiej, w dekanacie pińskim, na Białorusi.
Odpusty odbywają się trzy razy do roku:
- 10 maja - rocznica koronacji obrazu Matki Bożej Łohiszyńskiej Królowej Polesia
- 29 czerwca - świętych Apostołów Piotra i Pawła
- 22 sierpnia - Matki Bożej Królowej Polesia

## Historia

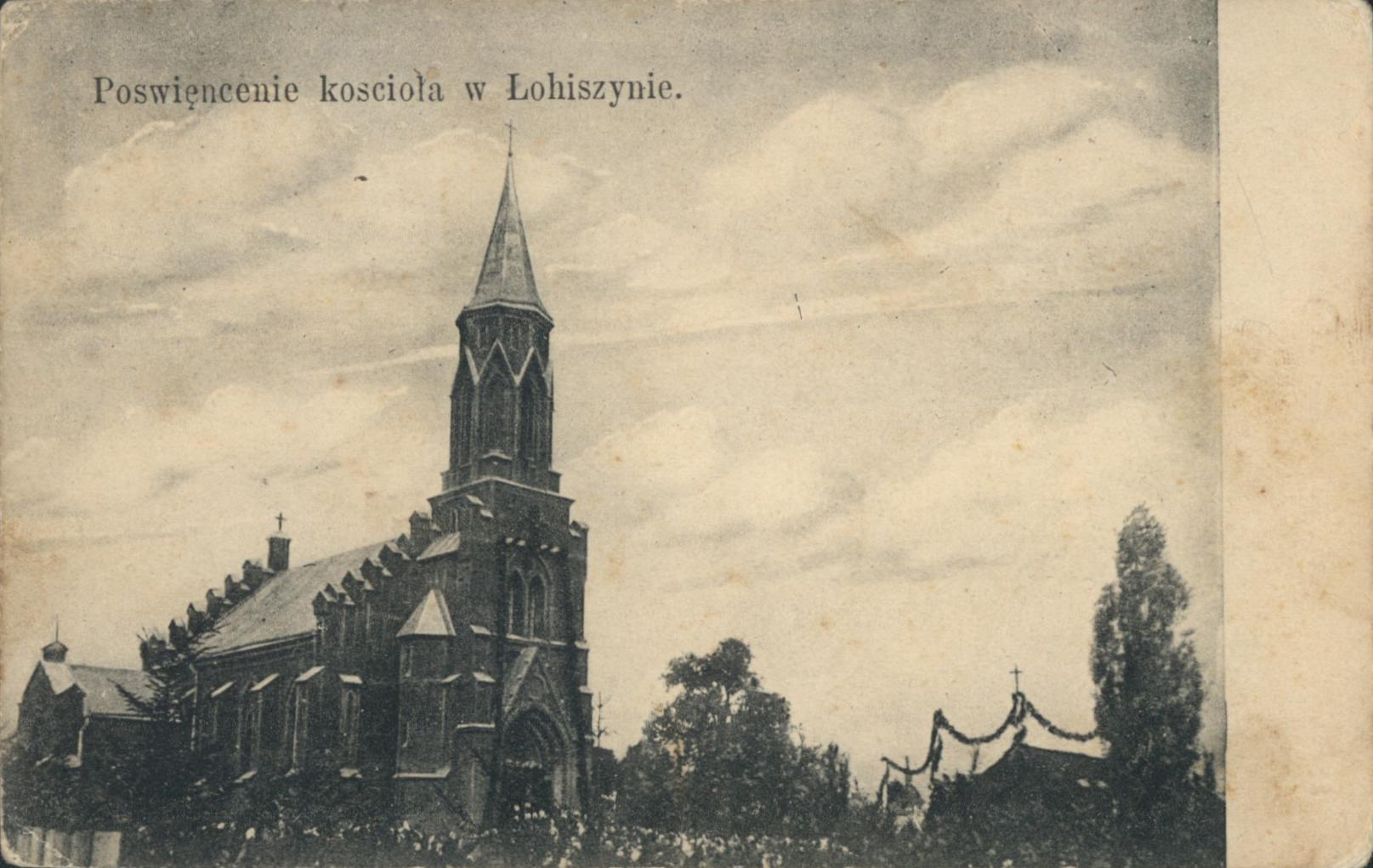
Uroczystość poświęcenia kościoła w Łohiszynie w 1915

Pierwszy drewniany kościół w Łohiszynie ufundował w 1634 r. starosta piński Albrycht Stanisław Radziwiłł. W 1864 w ramach represji popowstaniowych władze carskie skasowały parafię, a kościół przekazały Cerkwi prawosławnej. Łohiszyńscy katolicy zostali włączeni do parafii Wniebowzięcia Najświętszej Maryi Panny w Pińsku. Ponieważ świątynia była zbyt mała dla prawosławnej parafii przeniesioną ją na cmentarz, a na jej miejscu wzniesiono murowaną cerkiew Świętej Trójcy.
Po ukazie tolerancyjnym cara Mikołaja II z 1905, rozpoczęto budowę nowego kościoła.  Parafia ponownie została erygowana w 1910.  Kościół konsekrował 14 lipca 1913 r. biskup diecezji mohylewskiej - Wincenty Kluczyński.  W dwudziestoleciu międzywojennym należała ona do dekanatu pińskiego diecezji pińskiej.
Kościół był otwarty w okresie ZSRR. Parafianie pojechali do Moskwy i prosili władze sowieckie, aby nie zamykały świątyni.
Przy parafii działa Łohiszyński Dom Miłosierdzia, otwarty w 2012 r. dom pomocy dla osób starszych.

## Proboszczowie parafii
| imię i nazwisko            | daty urzędowania |
| -------------------------- | ---------------- |
| ks. Mirosław Żłobiński FDP | 1990-2007        |
| ks. Tadeusz Szeszko FDP    | 2007-2022        |
| ks. Paweł Kruczek          | 2022-obecnie     |

## Obraz Matki Bożej Łohiszyńskiej

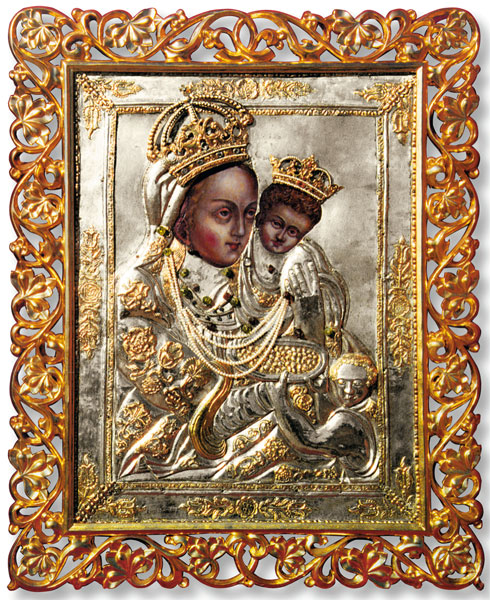
Matka Boża Łohiszyńska Królowa Polesia

Kościół parafialny w Łohiszynie ma od 2003 r. status sanktuarium. Znajduje się w nim obraz Matki Bożej Łohiszyńskiej Królowej Polesia, będący celem pielgrzymek. Obraz ten był uważany za cudowny już w XVII w. W 1864 wraz z kościołem przejęty został przez prawosławnych i od tego czasu modlili się przed nim wierni obu wyznań. W dwudziestoleciu międzywojennym został on poddany renowacji i powrócił do kościoła katolickiego, wprowadzony przez biskupa pińskiego Kazimierza Bukrabę.
10 maja 1997 obraz został koronowany przez kardynała Kazimierza Świątka koronami pobłogosławionymi przez papieża Jana Pawła II.